# Син Ню
Син Ню (кор. 신류?, 申瀏?; 1619—1680) — корейский полководец времён государства Чосон.
Принадлежал к сословию янбан уезда Чхильгок провинции Кёнсан-Пукто. В 1645 году сдал государственные экзамены, впоследствии занимал различные государственные посты. В 1654 году был назначен военный командующим в Хесан в северной пограничной провинции Хамгён-Пукто. В 1658 году во главе отряда корейских аркебузиров вместе с маньчжурским командующим Шархудой разгромил на Амуре русских казаков под командованием Онуфрия Степанова. Составленные Син Ню «Записки о походе на север» (кор. 북정일기?, 北征日記?) считаются первым документом о непосредственном контакте корейцев с русскими, произошедшими во время разговоров между Син Ню и пленными казаками. Благодаря участию отряда Син Ню корейцы впервые получили удививший их трофейный образец ружья с ударно-кремнёвым замком, принципиально отличавшийся от использовавшегося ими фитильных ружей, и возможность напрямую говорить с русскими пленными. Первым же документом о встрече корейцев с русскими был доклад пёнма уху Пён Гыпа о походе 1654 г.